# Bagarn
Bagarn (en francès Bagard) és un municipi francès situat al departament del Gard i a la regió d'Occitània.